# Psyrdzcha
Psyrdzcha nebo Psirccha (abchazsky Ԥсырӡха, gruzínsky ფსირცხა – Psirccha) je vesnice v Abcházii, v okrese Gudauta. Leží přibližně 18 km východně od okresního města Gudauty na pobřeží Černého moře. Obec přiléhá těsně k městu Nový Athos, s kterým sousedí na západě, na severozápadě sousedí s Anchvou a na východě s Horní Ešerou z okresu Suchumi. Psyrdzchu protínají silnice spojující Rusko se Suchumi a také železnice spojující Abcházii s Ruskem. Na sever od obce se táhne pohoří Bzybský hřbet.
Oficiálním názvem obce je Vesnický okrsek Psyrdzcha (rusky Псырдзхинская сельская администрация, abchazsky Ԥсырӡха ақыҭа ахадара). Za časů Sovětského svazu se okrsek jmenoval Psircchinský selsovět (Псырцхинский сельсовет).

## Části obce
Součástí Psyrdzchy jsou následující části:
- Psyrdzcha (Ԥсырӡха)
- Arachu (Арахәы) – za časů SSSR byl název rusky Psirccha Okťabrskaja (Псырцха Октябрьская) a gruzínsky Oktomberi (ოქტომბერი).
- Amžvasara (Амжәасара ) – za časů SSSR byl název rusky Psirccha Grečeskoje (Псырцха Греческое) a gruzínsky Citrusovani (ციტრუსოვანი).
- Psyrdzcha Ahabla (Ԥсырӡха аҳабла) – za časů SSSR byl název rusky Psirccha Srednaja (Псырцха Средная).

Před založením Nového Athosu bylo území tohoto města rovněž součástí Psyrdzchy.

## Historie
V druhé polovině 19. století byli všichni obyvatelé Psyrdzchy, podobně jako velká část obyvatel ostatních obcí na východ od řeky Bzyb, donuceni se vystěhovat při mahadžirstvu do Osmanské říše. Psyrdzcha tak zůstala několik let zcela liduprázdná. Až v roce 1881 se sem přistěhovaly arménské rodiny ze sinopské provincie Turecka a z města Ordu. Psyrdzcha se tak proměnila v čistě arménskou vesnici. Až později ve 20. století se sem přistěhovali Pontští Řekové, Rusové a Gruzíni. Za časů Sovětského Svazu nesla obec oficiální název "Psirccha."
V obci vznikly plantáže na produkci citrusů, tabáku, kukuřice, zahradních rostlin. Dále se obyvatelstvo věnuje chovu hovězího dobytka a chovu včel. Za sovětských časů zde vznikla arménská základní škola, zdravotní středisko a při pobřeží i letovisko pro trávení dovolené sovětských občanů. Během války v Abcházii většina gruzínského a řeckého obyvatelstva vesnici opustila a název byl upraven na Psyrdzcha. Nadále zde převažuje obyvatelstvo arménského původu a mnoho zdejších domů blízko pobřeží slouží jako hotely či apartmány pro turisty.

## Obyvatelstvo
Dle nejnovějšího sčítání lidu z roku 2011 je počet obyvatel této obce 1738 a jejich složení následovné:
- 1205 Arménů (69,3 %)
- 327 Abchazů (18,8 %)
- 140 Rusů (8,1 %)
- 22 Gruzínů (1,3 %)
- 44 ostatních národností (2,5 %)

Před válkou v Abcházii žilo v obci bez přičleněných vesniček 1386 obyvatel. V celém Psircchinském selsovětu žilo 2637 obyvatel.